# Cremallera de Montserrat
| Triebwagen 1 El Cavall Bernat im Bahnhof Montserrat |                                                   |                                                                                               |                                               |
| Streckenlänge: | ehem. 8,62 km heute 5,24 km                       |                                                                                               |                                               |
| Spurweite: | 1000 mm (Meterspur)                               |                                                                                               |                                               |
| Stromsystem: | 1500 =                                            |                                                                                               |                                               |
| Maximale Neigung: | 156 ‰                                             |                                                                                               |                                               |
| Minimaler Radius: | 75 m                                              |                                                                                               |                                               |
| Zahnstangensystem: | Abt                                               |                                                                                               |                                               |
| Streckengeschwindigkeit: | Zahnradstrecke: 30 km/h Adhäsionsstrecke: 45 km/h |                                                                                               |                                               |
| |                                                   |                                                                                               |                                               |
| \| \| 0,77 \| Monistrol-Partida \| Monistrol-Partida \| \| \| \| von Sant Vicenç-Castellgalí \| \| \| \| 0,00 \| Monistrol-Nord / Castellbell i El Vilar \| Monistrol-Nord / Castellbell i El Vilar \| \| \| \| nach Terrassa \| \| \| \| \| Pont Riera del Palà (36 m) \| \| \| \| 1,84 \| Baixador de la Bauma \| Baixador de la Bauma \| \| \| \| FGC von Barcelona \| \| \| \| 0,00 \| Monistrol de Montserrat \| 151 msnm \| \| \| \| FGC von von Manresa \| \| \| \| 3,14 \| Monistrol-Enllaç \| 149 msnm \| \| \| \| \| \| \| \| \| Túnel de Monistrol I (84 m) \| \| \| \| \| Túnel de Monistrol II (162 m) \| \| \| \| \| Llobregat (~110 m / Pont del Centenari 485 m) \| \| \| \| \| C-55 \| \| \| \| 4,310,93 \| (ehem. Strecke von 1892 bis 1957) \| (ehem. Strecke von 1892 bis 1957) \| \| \| 1,04 \| Monistrol-Vila \| 172 msnm \| \| \| 1,14 \| Beginn Zahnstange \| Beginn Zahnstange \| \| \| \| Túnel del Ángel (26 m) \| \| \| \| \| Pont des de la carretera (64 m) \| \| \| \| \| \| \| \| \| 2,77 \| Les Guilleumes (Ausweichstelle 330 m) \| 401 msnm \| \| \| \| \| \| \| \| \| Pont Les Guilleumes (32 m) \| \| \| \| \| Túnel dels Apòstols a Montserrat (207 m) \| \| \| \| \| \| \| \| \| 5,24 \| Montserrat (Monestir) Anschluss zum Funicular de Sant Joan und zum Funicular de la Santa Cova \| 700 msnm \| \| \| \| \| \| \| Quellen: [1] \| \| \| \| |                                                   |                                                                                               |                                               |
| Kopfbahnhof Streckenanfang (Strecke außer Betrieb) | 0,77                                              | Monistrol-Partida                                                                             | Monistrol-Partida                             |
| Strecke von links |                                                   | von Sant Vicenç-Castellgalí                                                                   | von Sant Vicenç-Castellgalí                   |
| Strecke (außer Betrieb) · Kopfbahnhof Streckenende (Strecke außer Betrieb) · Bahnhof | 0,00                                              | Monistrol-Nord / Castellbell i El Vilar                                                       | Monistrol-Nord / Castellbell i El Vilar       |
| Strecke (außer Betrieb) · Strecke nach links |                                                   | nach Terrassa                                                                                 | nach Terrassa                                 |
| Brücke über Wasserlauf (Strecke außer Betrieb) |                                                   | Pont Riera del Palà (36 m)                                                                    | Pont Riera del Palà (36 m)                    |
| Bahnhof (Strecke außer Betrieb) | 1,84                                              | Baixador de la Bauma                                                                          | Baixador de la Bauma                          |
| Strecke (außer Betrieb) · Strecke |                                                   | FGC von Barcelona                                                                             | FGC von Barcelona                             |
| Strecke (außer Betrieb) · Bahnhof | 0,00                                              | Monistrol de Montserrat                                                                       | 151 msnm                                      |
| Abzweig ehemals geradeaus und von rechts · Strecke |                                                   | FGC von von Manresa                                                                           | FGC von von Manresa                           |
| ehemaliger Bahnhof · Strecke | 3,14                                              | Monistrol-Enllaç                                                                              | 149 msnm                                      |
| Abzweig ehemals geradeaus und nach links · Abzweig geradeaus und nach rechts |                                                   |                                                                                               |                                               |
| Strecke (außer Betrieb) · Tunnel |                                                   | Túnel de Monistrol I (84 m)                                                                   | Túnel de Monistrol I (84 m)                   |
| Strecke (außer Betrieb) · Tunnel |                                                   | Túnel de Monistrol II (162 m)                                                                 | Túnel de Monistrol II (162 m)                 |
| Brücke über Wasserlauf (Strecke außer Betrieb) · Strecke unter Wasserlauf Anfang Hochstrecke |                                                   | Llobregat (~110 m / Pont del Centenari 485 m)                                                 | Llobregat (~110 m / Pont del Centenari 485 m) |
| Strecke (außer Betrieb) |                                                   | C-55                                                                                          | C-55                                          |
| | 4,310,93                                          | (ehem. Strecke von 1892 bis 1957)                                                             | (ehem. Strecke von 1892 bis 1957)             |
| Bahnhof | 1,04                                              | Monistrol-Vila                                                                                | 172 msnm                                      |
| | 1,14                                              | Beginn Zahnstange                                                                             | Beginn Zahnstange                             |
| Tunnel |                                                   | Túnel del Ángel (26 m)                                                                        | Túnel del Ángel (26 m)                        |
| Brücke |                                                   | Pont des de la carretera (64 m)                                                               | Pont des de la carretera (64 m)               |
| |                                                   |                                                                                               |                                               |
| Dienststation / Betriebs- oder Güterbahnhof | 2,77                                              | Les Guilleumes (Ausweichstelle 330 m)                                                         | 401 msnm                                      |
| |                                                   |                                                                                               |                                               |
| Brücke über Wasserlauf |                                                   | Pont Les Guilleumes (32 m)                                                                    | Pont Les Guilleumes (32 m)                    |
| Tunnel |                                                   | Túnel dels Apòstols a Montserrat (207 m)                                                      | Túnel dels Apòstols a Montserrat (207 m)      |
| |                                                   |                                                                                               |                                               |
| Kopfbahnhof Streckenende | 5,24                                              | Montserrat (Monestir) Anschluss zum Funicular de Sant Joan und zum Funicular de la Santa Cova | 700 msnm                                      |
| |                                                   |                                                                                               |                                               |
| Quellen: |                                                   |                                                                                               |                                               |

Die Cremallera de Montserrat (katalanisch cremallera = Zahnradbahn) ist eine meterspurige, elektrische Adhäsions- und Zahnradbahn in Katalonien. Sie führt vom Bahnhof der Stadt Monistrol de Montserrat an der elektrifizierten FGC-Meterspurstrecke Martorell Enllaç – Manresa Baixador hinauf zum Kloster Montserrat und überwindet 550 Höhenmeter bei einer maximalen Neigung von 156 ‰.

## Geschichte

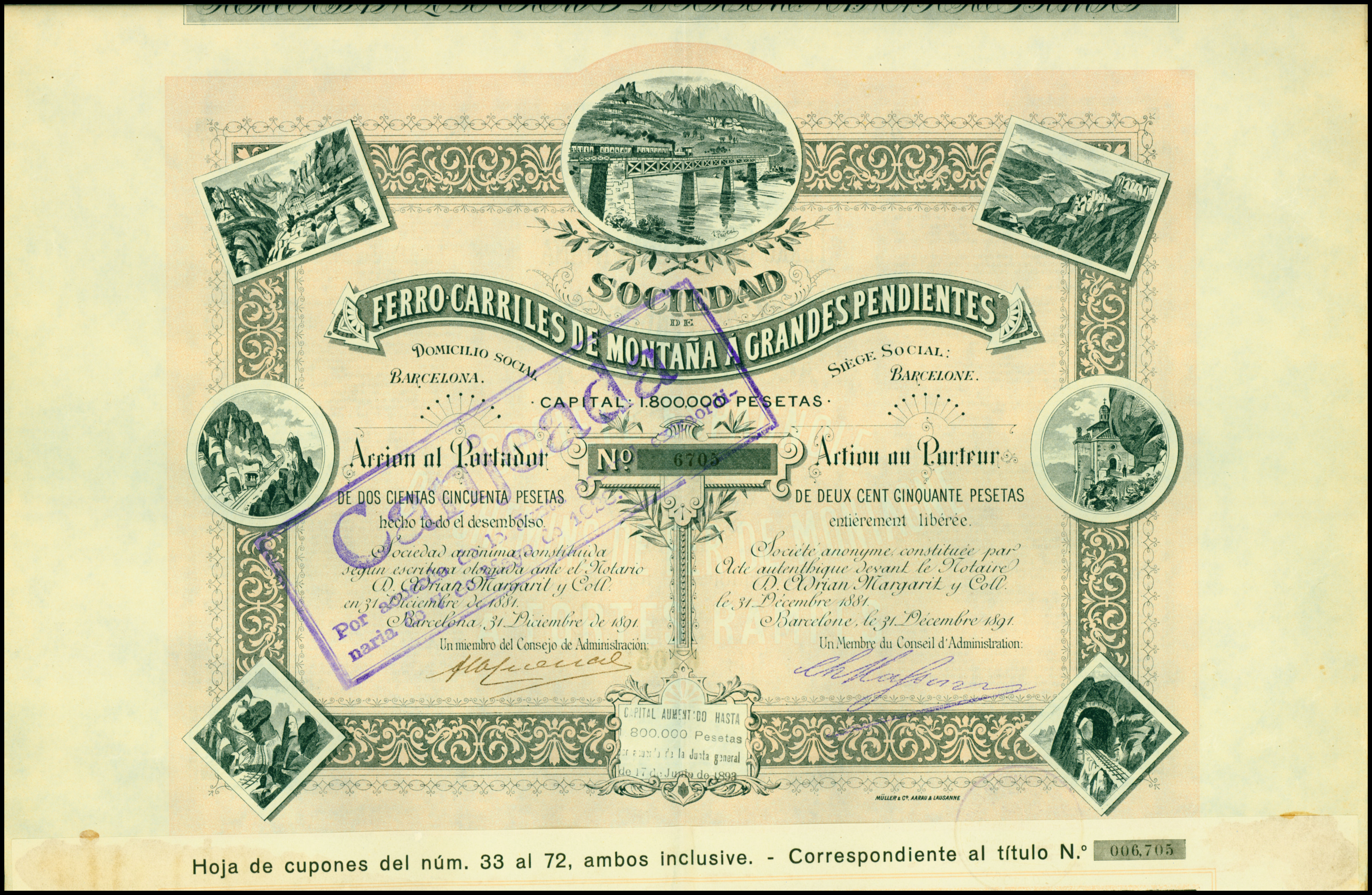
Aktie der Sociedad de Ferrocarriles de Montaña a Grandes Pendientes vom 31. Dezember 1891

### Erste Zahnradbahn
Die 1881 gegründete Gesellschaft Sociedad de Ferrocarriles de Montaña a Grandes Pendientes plante und baute die Eisenbahnstrecke von Monistrol bis zum Kloster am Montserrat. Der Baubeginn war im September 1891, die Eröffnung fand am 6. Oktober 1892 statt. Ursprünglich waren bis 1923 insgesamt acht Dampflokomotiven Bauart Abt vorhanden, denen bis 1923 noch drei weitete Stück folgten. Sie wurden von den Herstellern Etablissements Cail (Nr. 1–5) und der Schweizerischen Lokomotiv- und Maschinenfabrik (Nr. 6–8) gebaut.

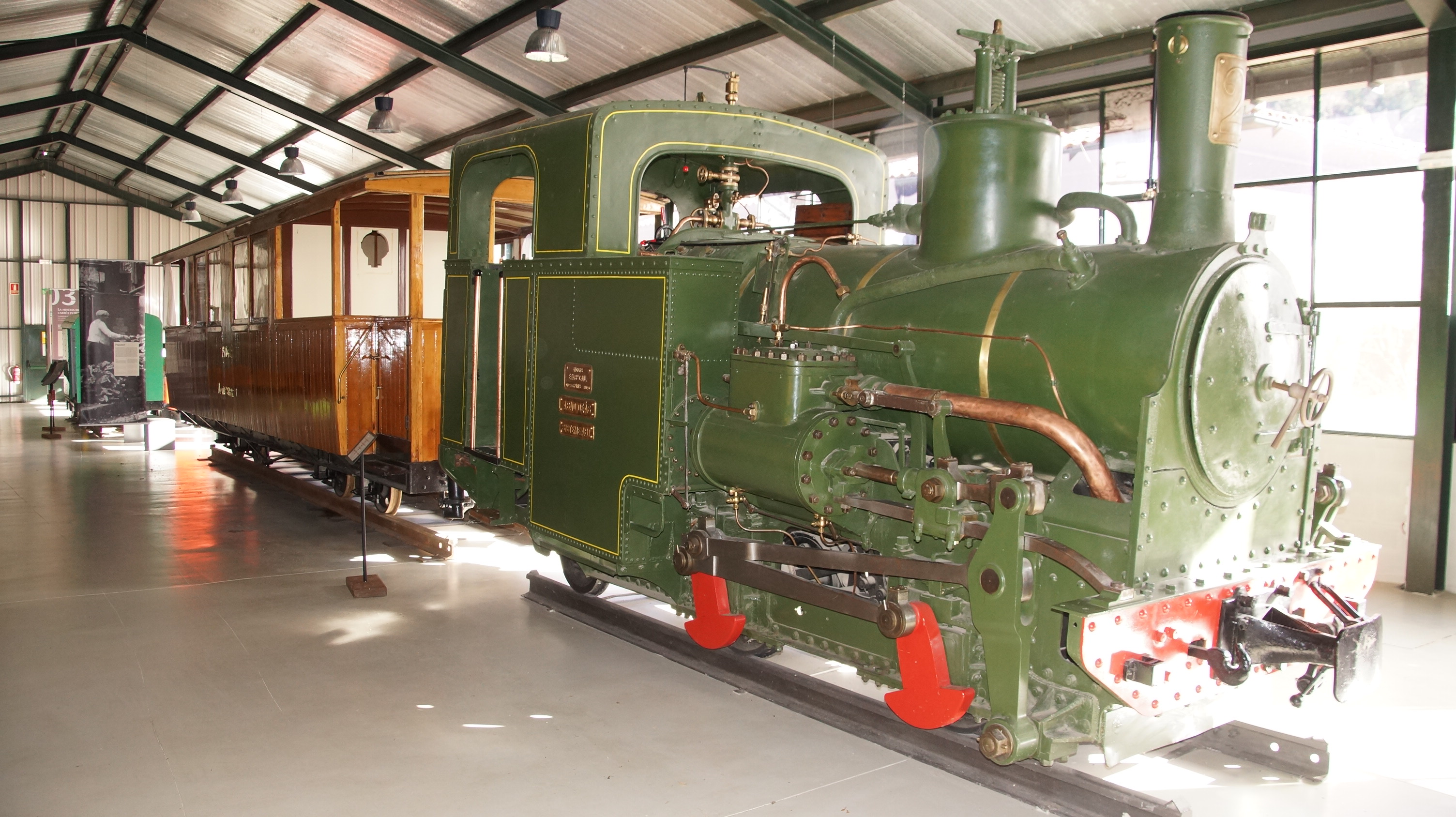
Originalfahrzeuge der Bahn von 1892

1930 ging die vom Unternehmen Adolf Bleichert & Co. gebaute Seilschwebebahn Teleferico de Montserrat auf einer kürzeren Strecke ab Aeri de Montserrat in Betrieb, die sich bald als Konkurrenz zur Zahnradbahn herausstellen sollte. Während des Spanischen Bürgerkrieges wurden Verwundete mit der Bahn in das im Kloster befindliche Lazarett transportiert. Ab den 1940er Jahren ging es dem Unternehmen finanziell zusehends schlechter, obwohl zu dieser Zeit die höchste Beförderungszahl erreicht wurde. 1953 kam es zu einem schweren Unfall, bei welchem acht Tote und mehr als 160 Verletzte zu beklagen waren. Ein bergwärts fahrender Zug geriet außer Kontrolle und stieß mit zwei hinter ihm ebenfalls zu Berg fahrenden Zügen zusammen. Dies ließ die ohnehin schon schwachen Beförderungszahlen noch einmal spürbar zurückgehen. Aufgrund dieses Unfalls wurde die Zahnradbahn am 12. Mai 1957 stillgelegt.

### Zweite Zahnradbahn
Nach jahrelangen Planungen, der Bau begann bereits im Jahre 2001, kam es am 6. Juni 2003 zur Wiedereröffnung. Dafür wurden fünf niederflurige Elektrotriebwagen vom Typ Stadler GTW in der Schweiz gekauft. Sie sind für Adhäsions- und Zahnradbetrieb ausgerüstet. Zudem bieten die klimatisierten Fahrzeuge den maximal 200 Fahrgästen durch die großen Panoramafenster einen guten Blick über die Umgebung. 2020 wurde der Fahrzeugpark durch die beiden baugleichen A10 und A11 von der Cremallera de Núria ergänzt.
Die Triebwagen der neuen Zahnradbahn werden über eine Fahrleitung mit der auf spanischen Meterspurstrecken üblichen Gleichspannung von 1500 V versorgt. Die Triebwagen sind für Geschwindigkeiten von 30 km/h im Zahnrad- und 45 km/h im Adhäsionsbetrieb zugelassen.

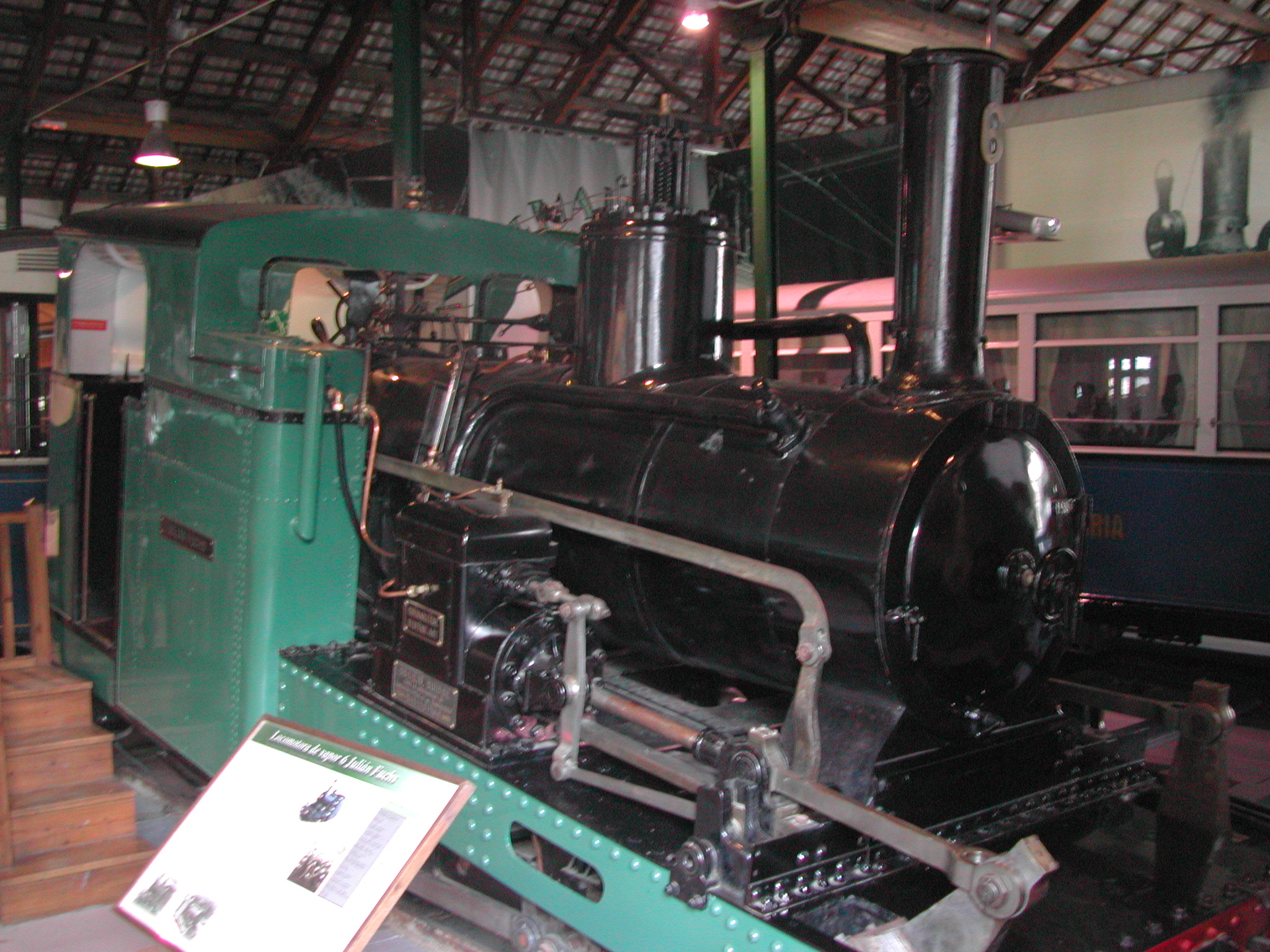
SLM-Dampflokomotive Nr. 6, ex Gornergratbahn (Baujahr 1892)

Im ersten Betriebsjahr zählte die neue Cremallera de Montserrat 462 964 Fahrgäste. Der erfolgreichste Monat im ersten Jahr war der August 2003 mit 63 692, der schwächste der Februar 2004 mit nur 22 996 Reisenden. Ausgelastet sind die Züge, wenn sie direkten Anschluss an die Fahrten von und nach Barcelona haben. In den Zeiten dazwischen sind manchmal nur 10–20 Personen unterwegs.
In Bahnhof Monistrol wurde für die Züge nach Montserrat ein eigener Bahnsteig eingerichtet, außerdem besteht eine Gleisverbindung zur FGV-Strecke Martorell–Manresa, über den die Fahrzeuge der Montserratbahn auf eigenen Rädern laufend die Hauptwerkstatt in Martorell erreichen können. Im ehemaligen Talbahnhof Monistrol-Vila wurde ein Museum eingerichtet. Die Zahnstange beginnt nach der letzten Weiche des Bahnhofs Monistrol Vila. Die weitere Strecke ist durchgehend damit ausgerüstet. Der Oberbau besteht mit Ausnahme weniger Abschnitte aus Y-Stahlschwellen.

## Ferrocarrils de la Generalitat de Catalunya
Betreibergesellschaft ist die Ferrocarrils de la Generalitat de Catalunya (FGC).